# Mauna electa
Mauna electa là một loài bướm đêm trong họ Geometridae.